# Carneades princeps
Carneades princeps là một loài bọ cánh cứng trong họ Cerambycidae.